# Mamilloporidae
Mamilloporidae zijn een familie van mosdiertjes uit de orde Cheilostomatida en de klasse van de Gymnolaemata.

## Geslachten
- Anoteropora Canu & Bassler, 1927
- Mamillopora Smitt, 1873